# Walwari
Walwari è un partito politico della Guyana francese fondato nel 1992 da Christiane Taubira e Roland Delannon.
A livello nazionale è collegato al Partito Radicale di Sinistra, alleato del Partito Socialista.
Alle elezioni senatoriali francesi del 2008 ha eletto un senatore, Jean-Étienne Antoinette. Taubira ha ricoperto l'incarico di  ministro della giustizia nel Governo Ayrault I e Ayrault II..

## Risultati elettorali
| Elezione       | Voti  | % | Seggi  |
| -------------- | ----- | - | ------ |
| Regionali 1998 | 1.669 |   | 2 / 31 |
| Regionali 2004 | 4.822 |   | 7 / 31 |
| Regionali 2010 | 6.916 |   | 1 / 31 |
| Regionali 2015 | 2.565 |   | 1 / 31 |